# Mentally Murdered
Mentally Murdered è il secondo EP del gruppo britannico grindcore Napalm Death, pubblicato nel 1989 dalla Earache Records.

## Storia
L'EP è un 12" risalente al 1989, e costituisce la terza uscita del gruppo se non si considerano due 7" precedenti e sporadiche apparizioni in compilations punk-hardcore della seconda mettà degli anni ottanta. L'EP sarà successivamente incluso nel CD di Harmony Corruption e nella compilation Death by Manipulation.
Mentally Murdered è però l'ultima incisione con la formazione che ha ideato e coniato il grindcore, infatti Lee Dorrian (voce) e Bill Steer (chitarra), lasceranno la band subito dopo l'uscita del disco, per dedicarsi ad altri progetti.

## Caratteristiche
Mentally Murdered, pur presentandosi come un'incisione più limpida delle precedenti, con una durata media dei brani di poco superiore allo standard del gruppo, mantiene nella sostanza tutte le caratteristiche che ne hanno reso unico e inconfondibile lo stile. In questo capitolo la voce di Lee Dorian è maggiormente esasperata, riducendosi ad un grugnito primordiale, enfatizzando la carica di disperazione e solitudine espressa dalle note e dai testi. Altre caratteristiche di Mentally Murdered sono alcuni passaggi che possono ricordare i Carcass (altra band grindcore dove il chitarrista Bill Steer suona nello stesso periodo), e gli assoli di chitarra che offrono melodie inquietanti, quando non trascendenti, cosa che nelle incisioni precedenti non era mai avvenuta. Dopo questo album i Napalm Death subiranno profondi cambiamenti stilistici, contaminando il grindcore con elementi death metal, a seguito del radicali cambi di formazione.

## Tracce
1. Rise Above – 2:42
2. The Missing Link – 2:17
3. Mentally Murdered – 2:11
4. Walls of Confinement – 2:56
5. Cause and Effect – 1:26
6. No Mental Effort – 4:08

## Formazione
- Lee Dorrian - voce
- Mick Harris - batteria
- Shane Embury - basso
- Bill Steer - chitarra